# Leszek Drogosz
Leszek Melchior Drogosz (Kielce, 6 de janeiro de 1933 - Kielce, 7 de setembro de 2012) foi um boxeador e ator polonês.
Leszek Drogosz nasceu em Kielce, na Província de Santa Cruz.

## Prêmios
Em 1953, ganhou medalha de ouro no Campeonato Europeu de Boxe Amador de Varsóvia, Polônia. Ganhou medalha de bronze nos Jogos Olímpicos de Verão de 1960. Em 1988, foi escolhido o Atleta polonês do Ano de 1953, porém, nenhum prêmio foi recompensado.

## Morte e funeral
Morreu em 7 de setembro de 2012, aos 79 anos, em Kielce, cidade onde nasceu, devido ao câncer que estava sofrendo há algum tempo. Seu funeral foi realizado no dia 13 de setembro.

## Filmografia
- 1966: Boxer - Boxer Jared Walczak
- 1969: Sinais na estrada - Stefan Jaksonek
- 1969: Caça Moscas - polícia
- 1969: O que é o homem no meio - Tenente MO
- 1970: Ainda onda - operador de rádio Charles
- 1970: Paisagem depois da batalha - Tolek
- 1971: Cristal - treinador
- 1971: Diamantes Ms. Zuza - interruptor esperado por gangue
- 1977: Sozinho - polícia
- 1978: Papa Stamm
- 1983: Seis milhões de segundos - o tio
- 1985:Sam entre os seus - boxeador Janusz Dolak
- 1997: Room 107 - treinador Marzena
- 2007: Dois lados da moeda - o jogo em si (seções 40 e 45)
- 2009: Meu sangue - boxeador